# كأس أيرلندا الشمالية 2005–06
كأس أيرلندا الشمالية 2005–06 (بالإنجليزية: 2005–06 Irish Cup)‏ هو موسم من كأس أيرلندا. كان عدد الأندية المشاركة فيه 32، وفاز فيه نادي لينفيلد.

## النهائي
| غلينتوران           | 1 – 2  | نادي لينفيلد         |
| ------------------- | ------ | -------------------- |
| ميخائيل هاليداي 44' | Report | بيتر تومسون 45'، 65' |